# 石版
根据《希伯来圣经》，法版（亦称石版、见证之版；希伯来语：לוּחֹת הַבְּרִית lūḥōt habbǝrīt，「盟约之版」；לֻחֹת אֶבֶן luḥōt ʾeḇen，「石板」；لَوْحٌ موسى āl-wāḥ Mūsā，「摩西之版」）是摩西在西奈山上接受的两块刻有十诫的石板，记载于《出埃及记》。
圣经记载，第一套石版由上帝的指头所刻（出埃及记31:18），后因摩西目睹以色列人拜金牛犊而愤怒摔碎（出埃及记32:19）。之后，摩西依神之命雕刻新石板，由上主重写（出埃及记34:1）。
犹太教传统认为，这些石板由蓝色蓝宝石制成，以象征天空与神的宝座。但许多拉比学者认为圣经中的“sapphire”应指青金石（lapis lazuli），依据《出埃及记》24:10的记载。
根据出埃及记25:10–22，石板被安放于约柜中。

## 石板外观

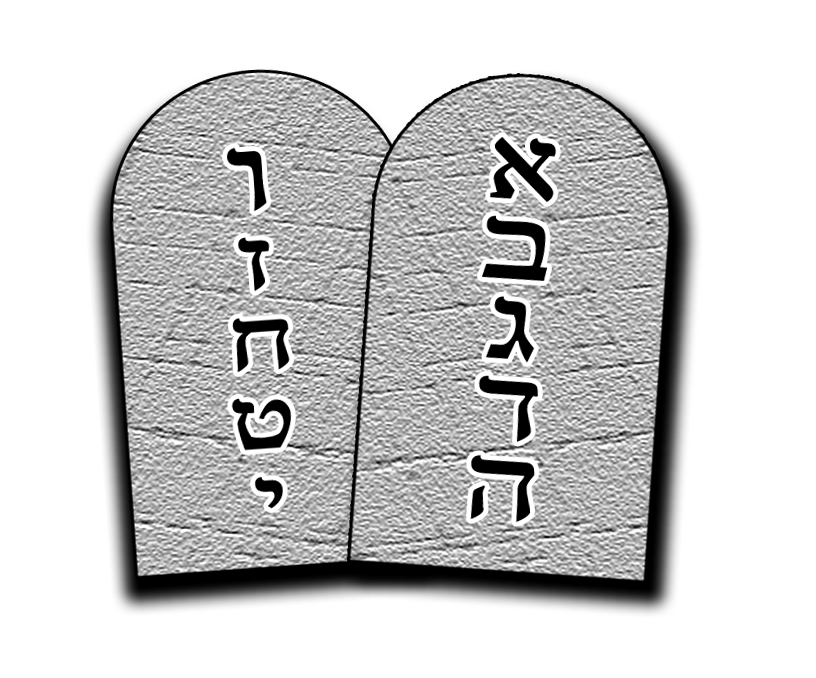
常见的圆角矩形形象，实与传统记载相异。图中十个希伯来字母代表数字1–10。

尽管现代常描绘石板为圆角矩形，但塔木德（Talmud）传统记载其为直角方形。《杜拉欧罗佩斯犹太会堂》壁画与早期基督教艺术亦作此描绘。

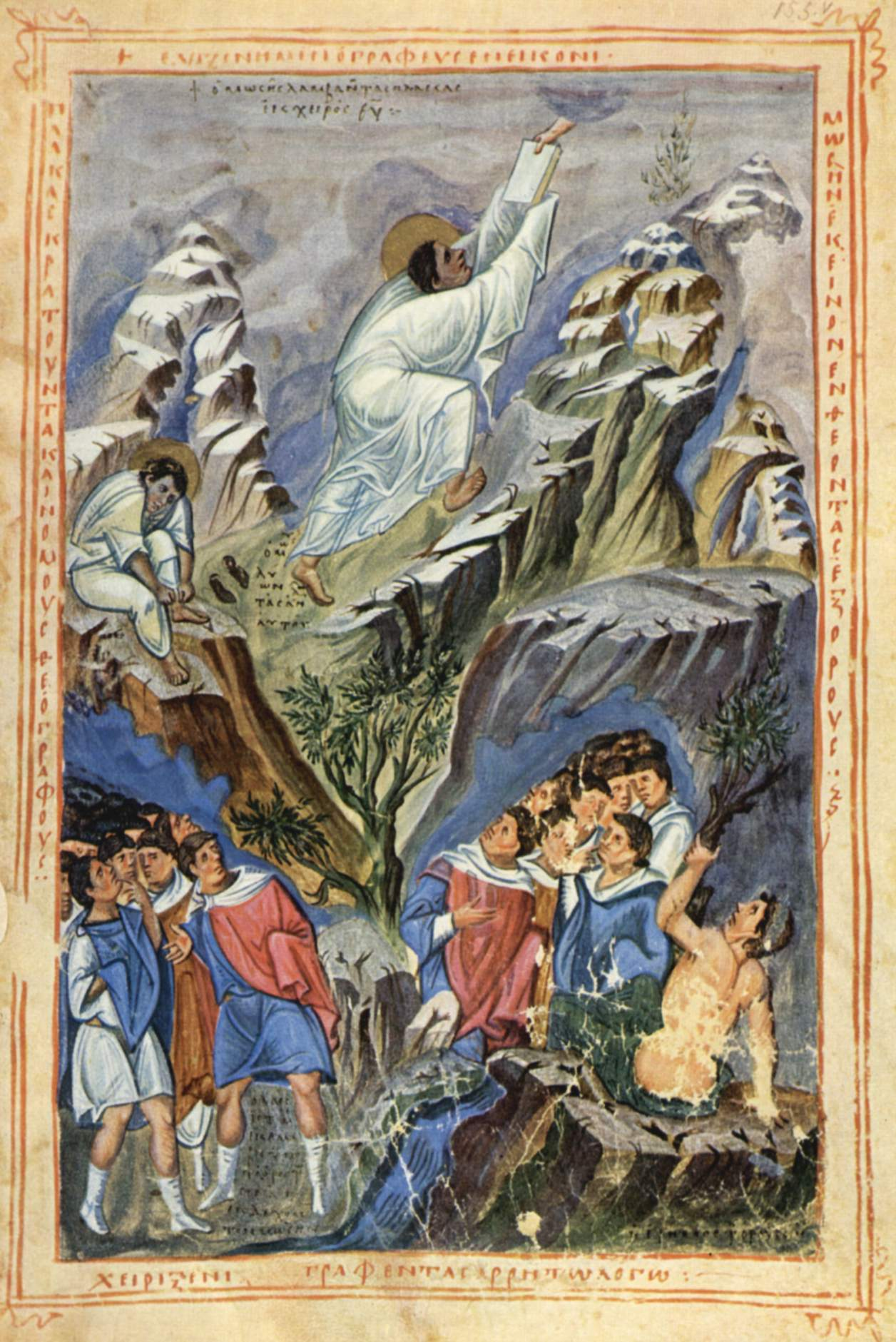
《列王圣经》中上帝之手递交的矩形法版（10世纪拜占庭）

中世纪艺术改以圆角造型，是受当时书写用蜡板启发。文艺复兴如米开朗基罗与安德烈亚·曼特尼亚作品中仍维持直角小尺寸。而伦勃朗等晚期艺术家则描绘成较大的圆角石板。部分传统指出，允许将复制品作圆角，以区别于真实石板。
根据塔木德，每块石板为正方形，六个掌宽（约50厘米）宽与高，厚度为三tefach（约25厘米）。 另有来源称其为六高三宽三厚的矩形。 传统亦称文字是从石板中凿透，而非仅刻表面。

## 基督教复制品
在埃塞俄比亚正教会中，复制石板称为Tabot或sellats，是宗教仪式的重要部分。该教会声称原始的约柜现存于阿克苏姆的锡安圣母教堂中。

## 在《古兰经》中
《古兰经》提到上帝赐予摩西“板”，内容未详：
“我已在板上为他写下各类训诫与教导……”（古兰经7:145）
摩西摔下板后又拾起：
“当怒气消散后，他拾起板，上面写有对敬畏主者的引导与怜悯。”（古兰经7:154）

## 现代解释
圣经学者阿兰·米拉德与丹尼尔·布洛克指出，将石板存于约柜，与古代近东将契约文存于庙宇之习俗相符。

## 图像

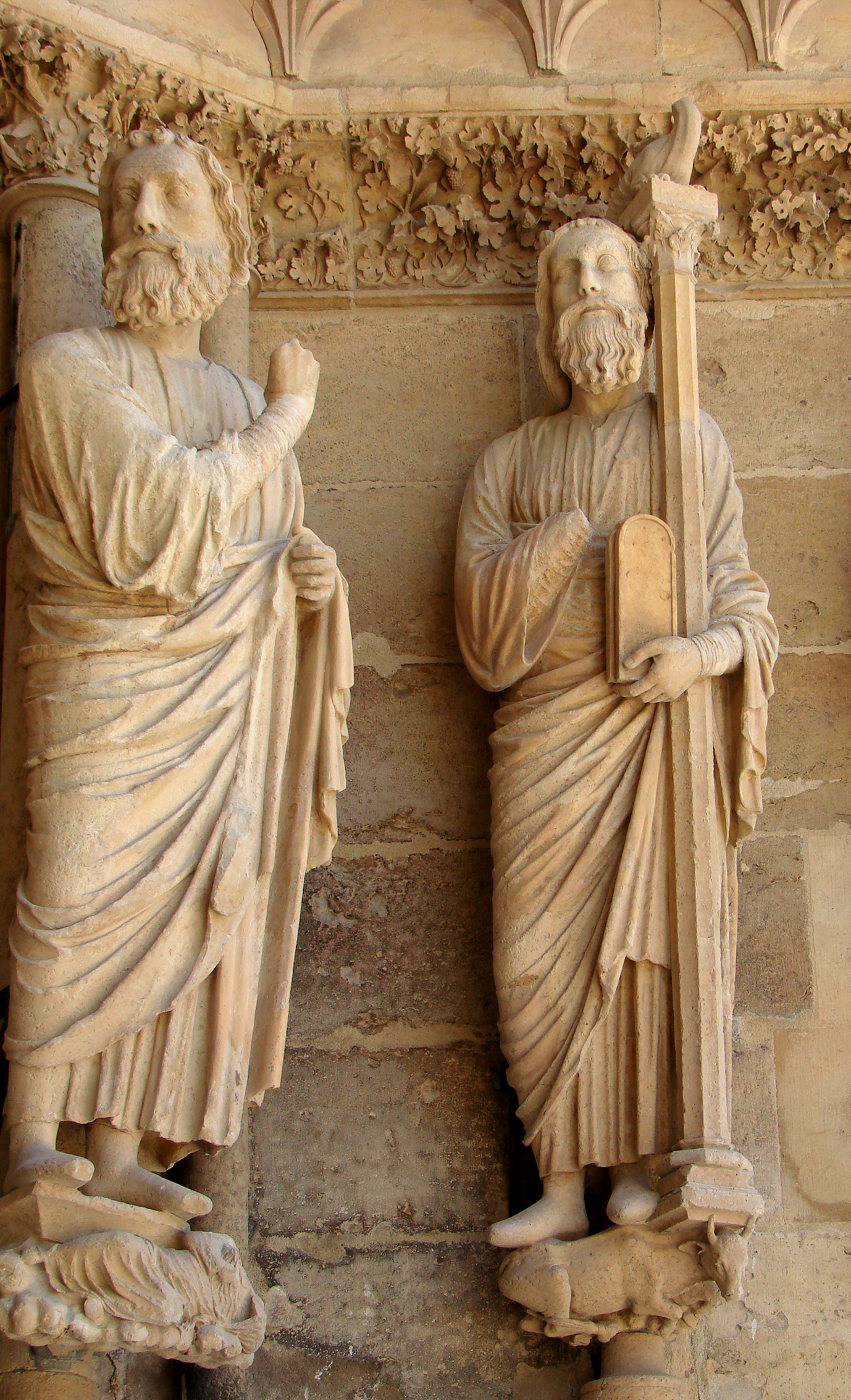
法国13世纪圆角造型
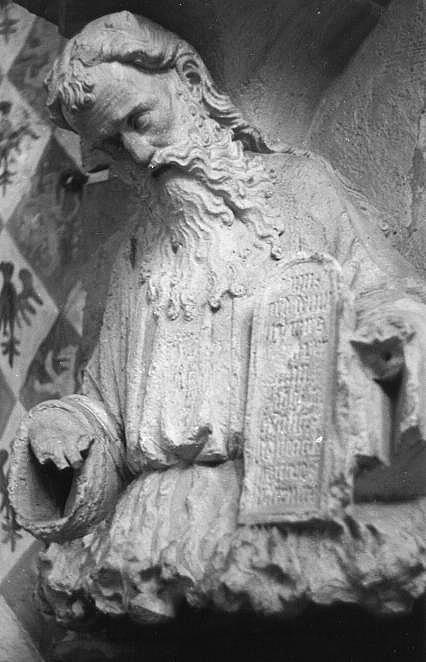
约1390年波兰圆角风格
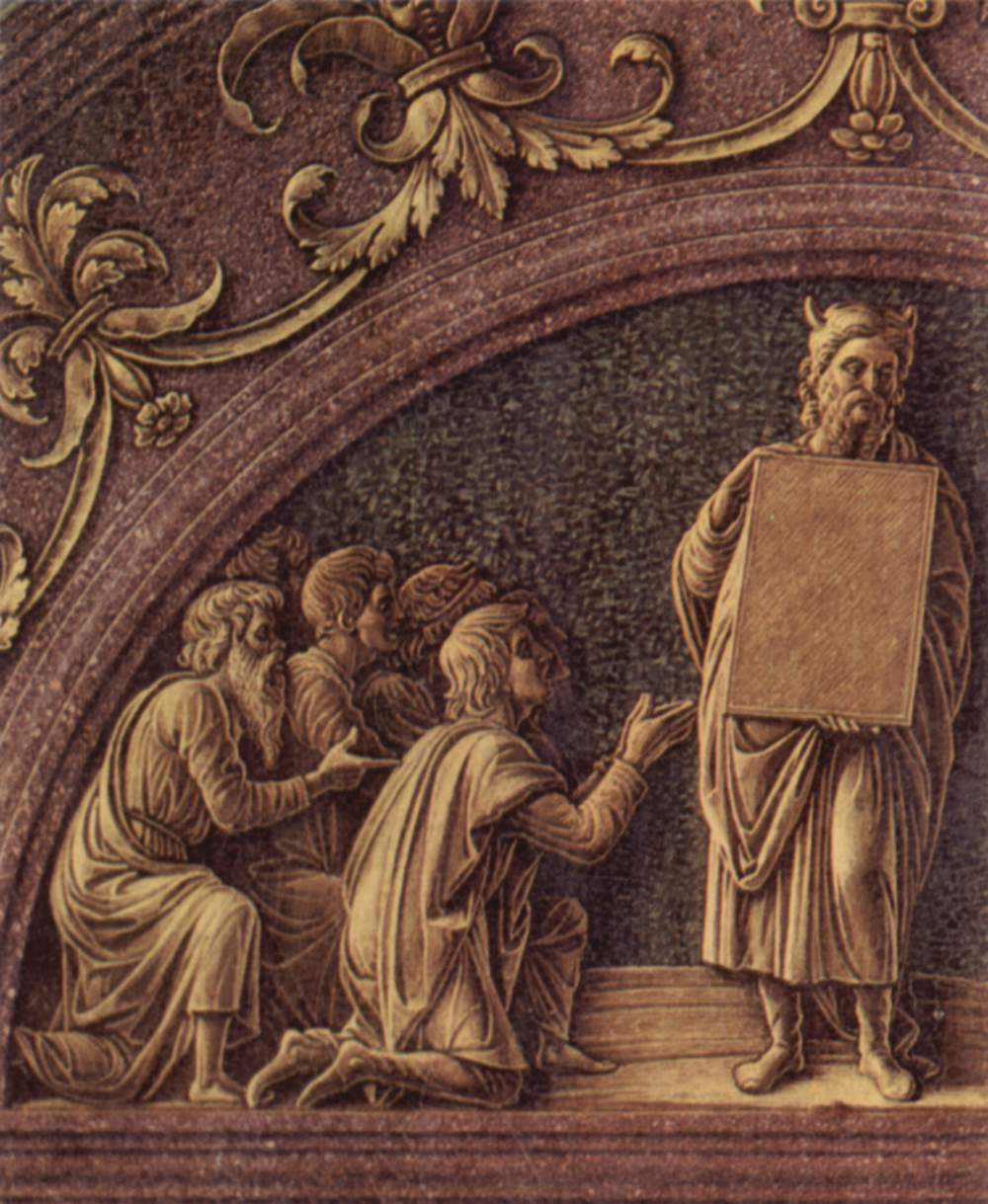
曼特尼亚作，锐角矩形
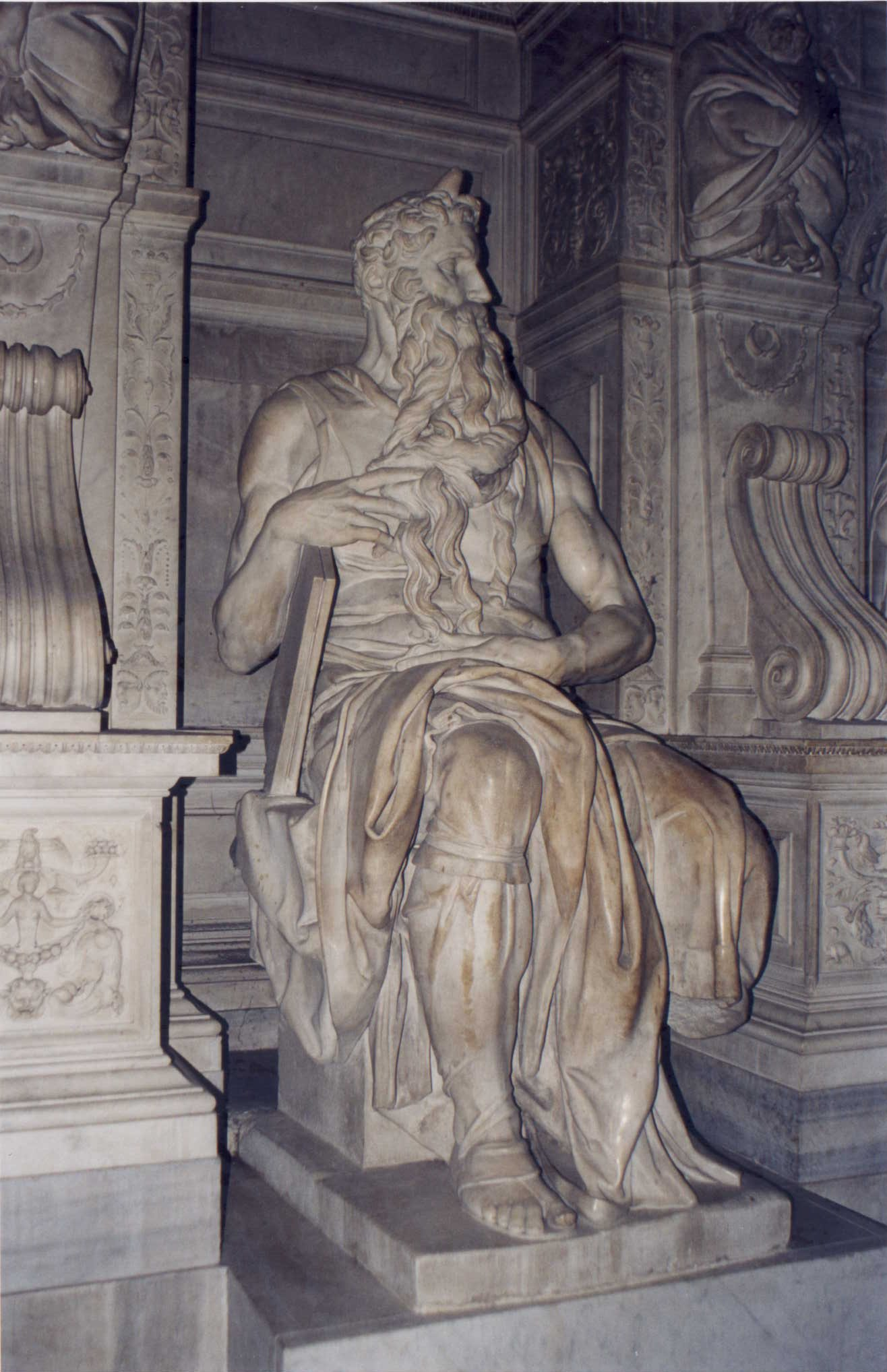
米开朗基罗绘（约1513–1515年）
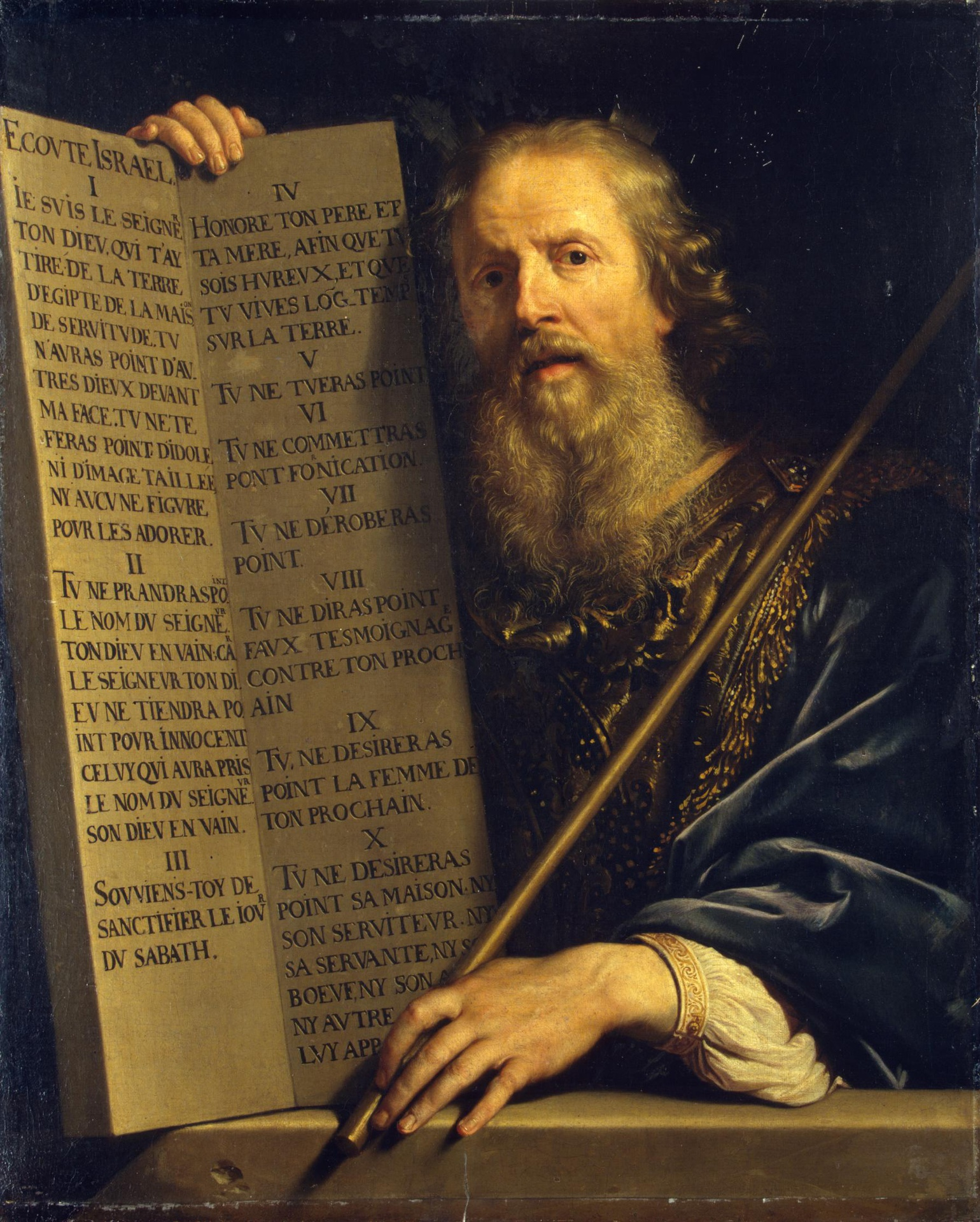
摩西与法版，Philippe de Champaigne，1648年
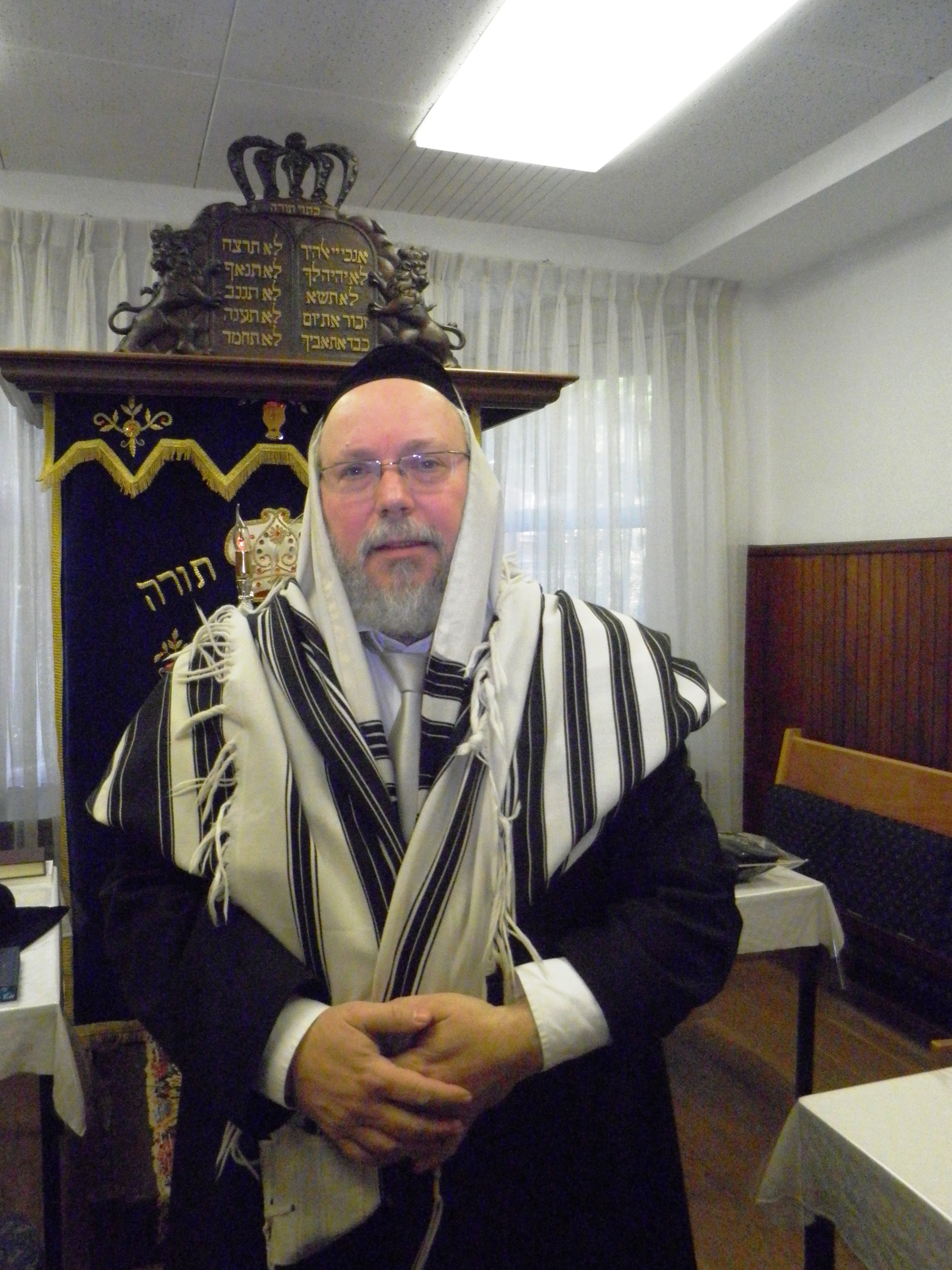
拉比拉斐尔·埃弗斯背后展示的石板复制品